# Idiochlora subtusumbrata
Idiochlora subtusumbrata là một loài bướm đêm trong họ Geometridae.